# Maganahalli, Malavalli
Maganahalli là một làng thuộc tehsil Malavalli, huyện Mandya, bang Karnataka, Ấn Độ.